# カタルーニャ独立運動

スペインにおけるカタルーニャ州（赤）

カタルーニャ独立旗「アスタラーダ」

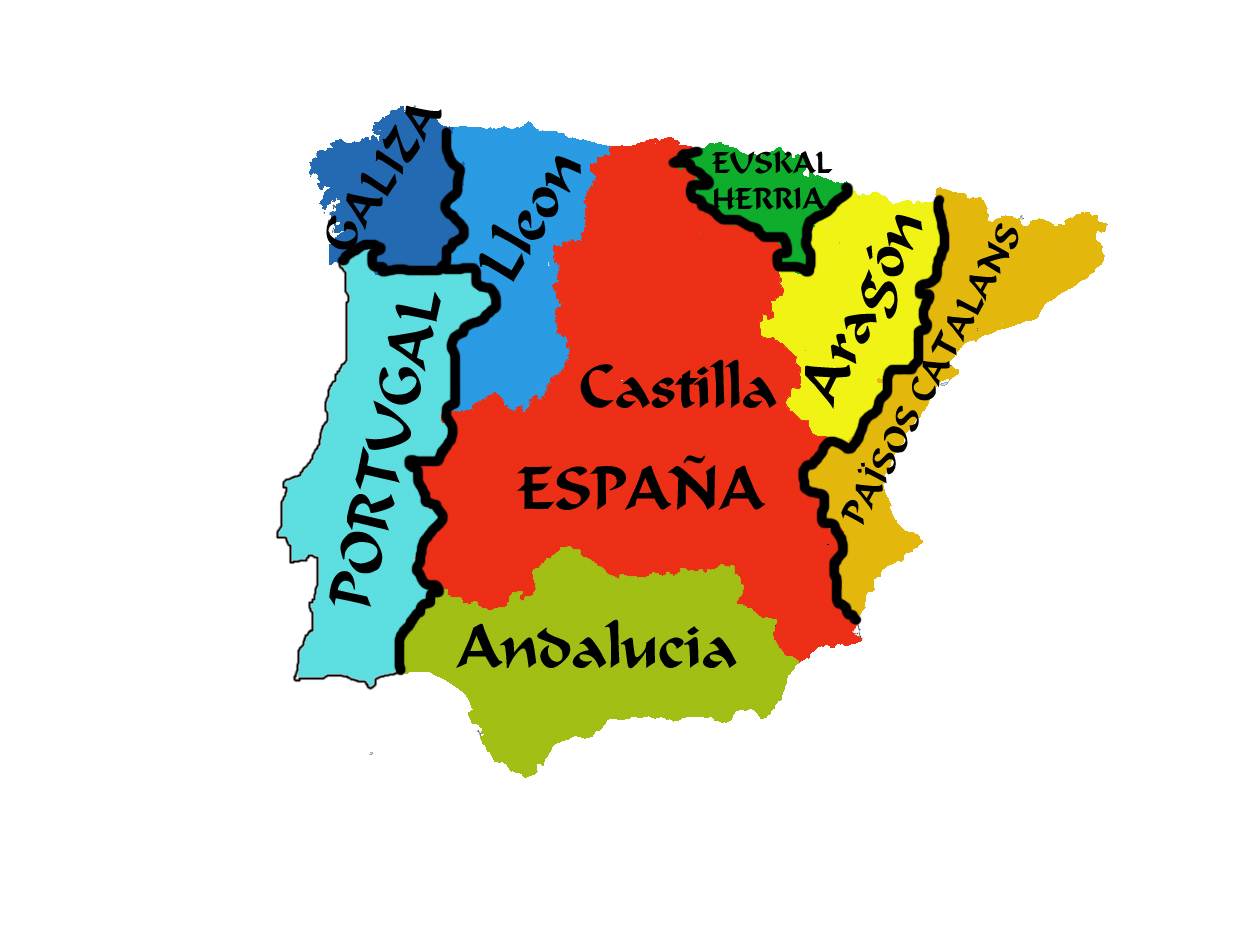
分離主義者が主張するイベリア半島の民族分布。この論に立つ場合、スペイン人は諸民族の大部分を統合する概念となる。

カタルーニャ独立運動（カタルーニャどくりつうんどう）は、スペインからのカタルーニャ州の独立を目指す政治運動である。
歴史的にカタルーニャには独自のカタルーニャ・ナショナリズムがあったが、2010年代になると、スペイン中央政府がカタルーニャ民族を軽視する言動を繰り返したこと、カタルーニャ州が税金として支出する金額とスペイン中央政府から還元される金額に大きな隔たりがあることなどから独立運動が盛んになった。
特に2017年カタルーニャ独立住民投票の際には、中央政権と州政府の激しい対立が生じ、結果として自治権の一時廃止や州首相の事実上の亡命に至った。この出来事に対し、国際メディアでは「カタルーニャ危機」や「カタルーニャ紛争」といった表現（ "Catalan crisis"、"Catalan Conflict"）が用いられた。

## 歴史
前史については「カタルーニャ州#歴史」を参照。

### 2010年-2012年

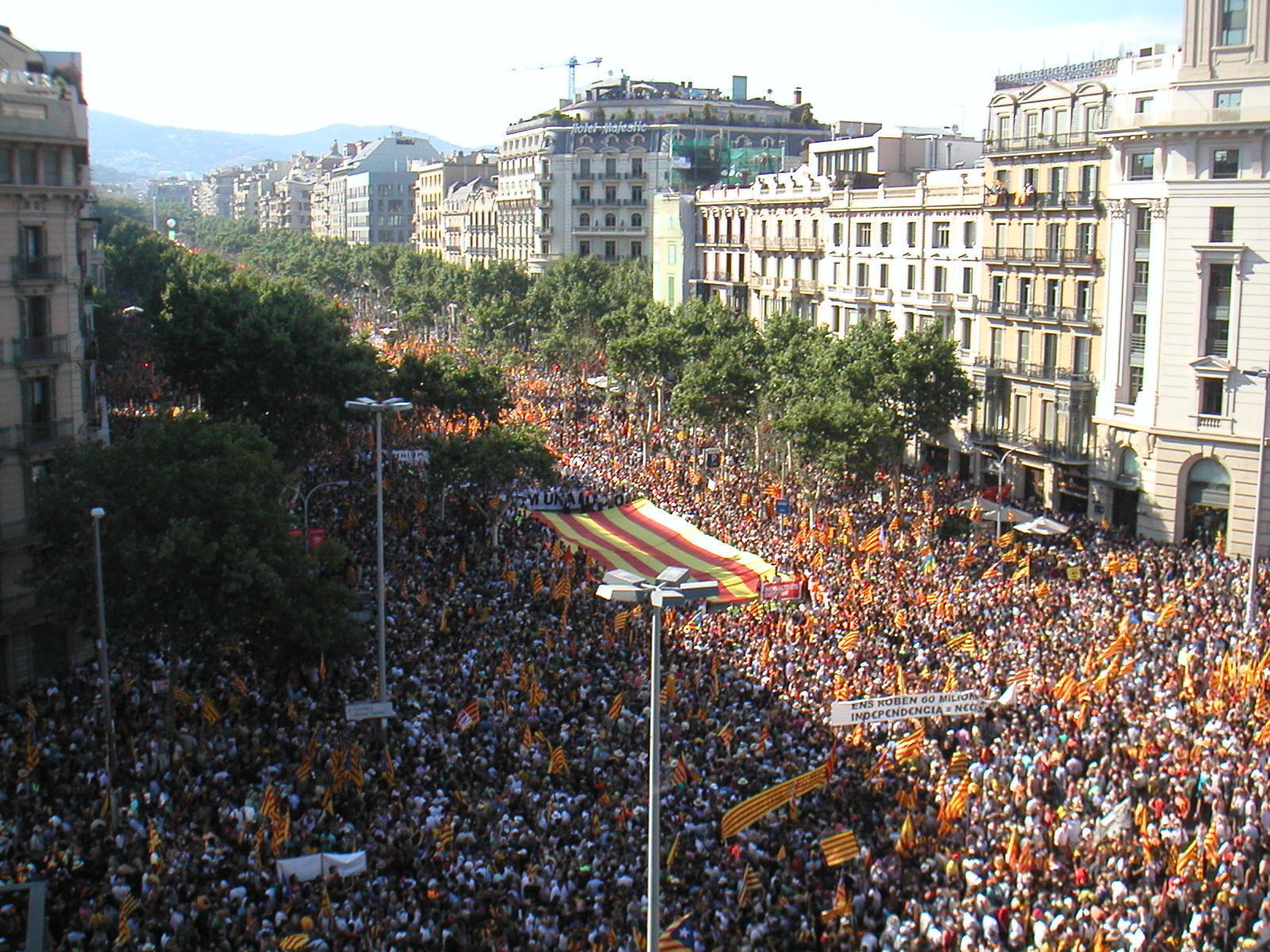
2010年カタルーニャ自治抗議の際のバルセロナ

2006年には2006年カタルーニャ自治憲章が制定された。この自治憲章は2005年9月のカタルーニャ州議会で賛成120（CiU、PSE、ERC、ICV）、反対15（PPC）で可決され、2006年6月の住民投票ではカタルーニャ州住民の73.9%の賛成票によって承認された。しかし、スペイン国会では右派の国民党(PP)がこの自治憲章案を激しく攻撃しており、いったんは国会下院で賛成189（PSOEなど）、反対154票（PPなど）で可決されたものの、国民党は自治憲章が違憲であるとしてスペイン憲法裁判所に提訴した。
約4年間の審議を経て、2010年6月28日には憲法裁判所がこの自治憲章をスペイン1978年憲法と照らし合わせて違憲であるとする判決を下した。カタルーニャ州においてスペイン国家からの独立主張自体は古くから存在し、長らくカタルーニャ州住民の20%に満たない支持率で推移していたものの、違憲判決はカタルーニャ社会に衝撃を与え、2010年半ばには独立主義の支持率が際立って上昇した。7月10日にはカタルーニャ州の州都バルセロナ中心部で抗議デモ「2010年カタルーニャ自治抗議」が行われ、このデモはカタルーニャ語の「私たちは国家(nation)だ。私たちが決める」(Som una nació. Nosaltres decidim.)をスローガンとした。地元警察はデモの参加者数を110万人、主催者は150万人と発表し、マドリードに拠点を置く『エル・パイス』紙は42万5000人と推定した。バルセロナ市長はこの人数が「前例のないことである」と述べ、バルセロナに拠点を置く『エル・ペリオディコ・デ・カタルーニャ』紙は「カタルーニャで行われた抗議行進としては最大クラスであることは疑いの余地がなく、史上最大であるかもしれない」とした。カタルーニャ民族主義の指導者は、2010年7月10日のデモがカタルーニャ州とスペインの関係の転換点になったとしている。

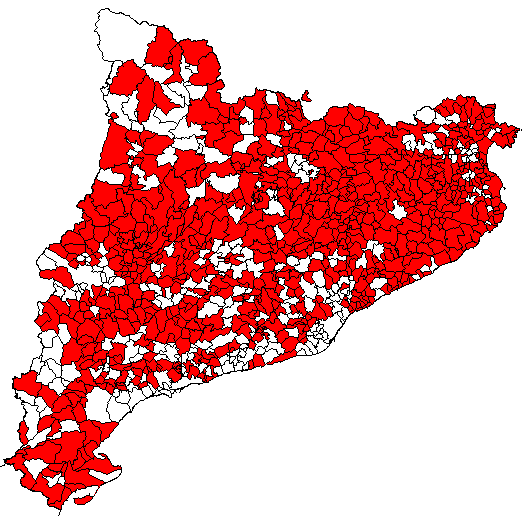
カタルーニャ州において独立のための自治体協会に加盟する自治体（赤）

2009年9月13日から2011年4月には、カタルーニャ州内の数百の自治体で独立に向けた拘束力のない住民投票が行われ、独立に賛成する投票が圧倒的多数を占めたが、投票率自体は27.41%と低かった。2011年から2012年には「支払いたくない」(No vull pagar)キャンペーンなどの市民運動が起こり、運動はカタルーニャ州から同じカタルーニャ語圏のバレンシア州やバレアレス諸島州にも飛び火した。2011年12月14日には国家としての権利や自己決定権の促進のために、バルセロナ県ビックで独立のための自治体連合が公式に設立された。さらに、2012年中には197の自治体が自由カタルーニャ領域を宣言し、「スペインの法律や規則はスペインのみに影響を持つ。そのため、我々はカタルーニャ州政府やカタルーニャ州議会による新たな法律や規則を待つ」とした。
2010年までのカタルーニャ州政府はカタルーニャ社会党(PSC)などの左派政党が連立政権を担っていたが、2010年11月28日に行われたカタルーニャ州議会選挙ではカタルーニャ民族主義政党が議席数を伸ばし、集中と統一(CiU)のアルトゥール・マスが州首相に就任した。翌年の2011年スペイン議会総選挙では、より中央集権的な右派の国民党(PP)が左派のスペイン社会労働党(PSOE)から政権を奪い、マリアーノ・ラホイがスペイン首相に就任した。国民党のラホイ政権発足後の2011年末から2012年初頭には、カタルーニャ州のあるべき政治的地位を問う世論調査で初めて「独立」が「連邦州」や「自治州」を上回った。

### 2012年カタルーニャ独立デモ

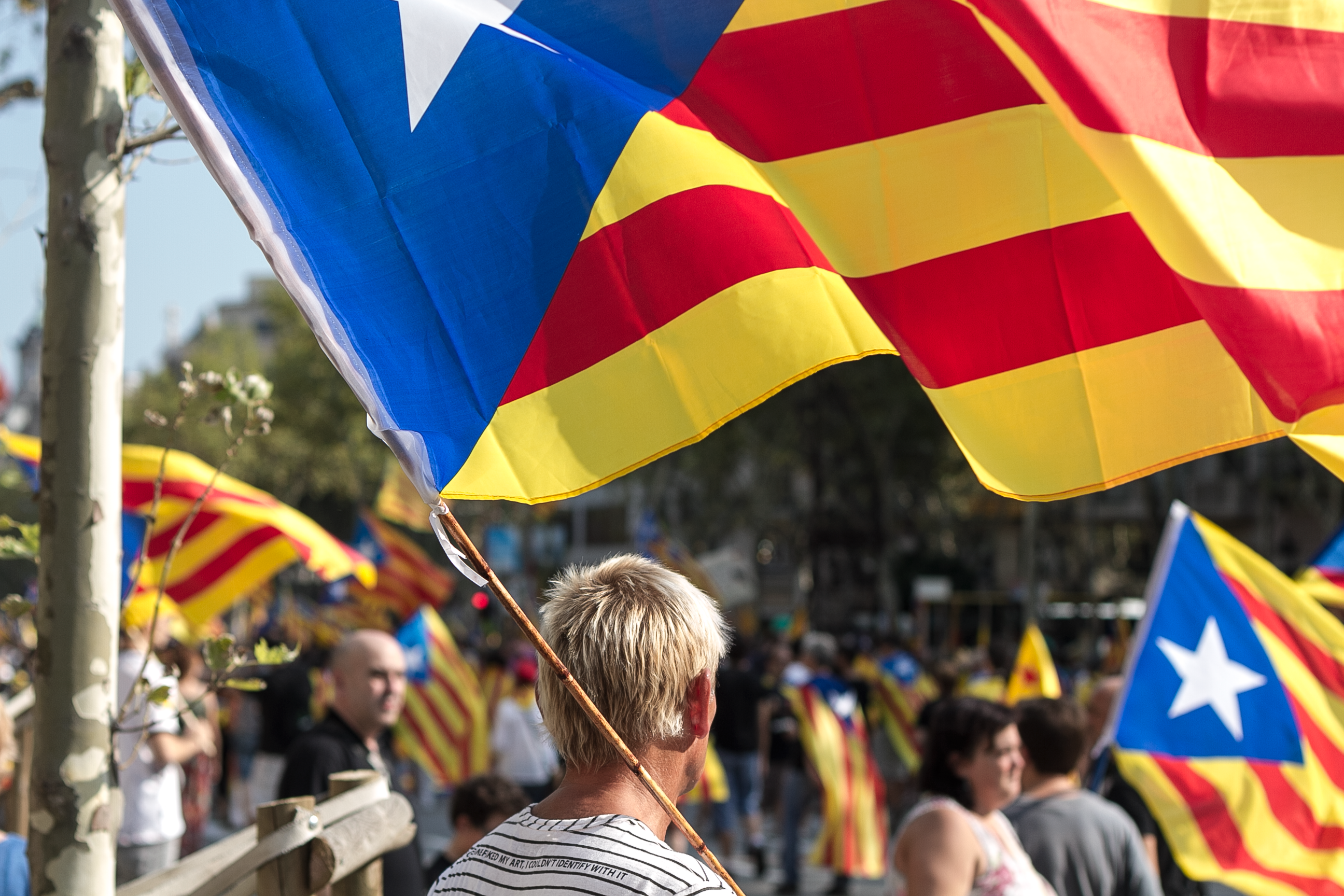
2012年カタルーニャ独立デモで振られる独立旗アスタラーダ

カタルーニャ州において「9月11日」はディアーダ・ナシウナル・ダ・カタルーニャ（カタルーニャ国民の日）と呼ばれる祝日である。スペイン継承戦争末期の1714年9月11日、バルセロナ包囲戦の末にバルセロナがスペイン王国・フランス王国連合軍の手に落ち、スペイン国家内で自由を奪われたことを記念している。カタルーニャが欧州連合内の独立国家であるべきだとするカタルーニャ国民会議(ANC)は、2012年9月11日のカタルーニャ国民の日に、「カタルーニャ、新しいヨーロッパ国家」をスローガンとする独立デモを主催した。参加者数はバルセロナ市警察やスペイン内務省カタルーニャ局によると150万人、主催者によると約200万人、スペイン政府カタルーニャ代表団によると約60万人である。『ラ・ディレクタ』誌は専有面積と密度から最低1,056,000人と推定した。『ラ・バングアルディア』紙の統計担当であるリョレンス・バディエリャは、約60万人と推定した。
バルセロナ中心部は何時間も混雑し、カタルーニャ州の他地域から大量に流入した人々が携帯電話ネットワークを麻痺させることが懸念された。多くの新聞やその他の報道機関が「歴史的な」デモであるとし、2010年カタルーニャ自治抗議などを凌いで 民主化以後のカタルーニャで行われた最大のデモ行進であるとされる。このデモはカタルーニャの政治課題とカタルーニャ独立を争点とする住民投票を実施する権利に関する議論の扉を開くものであった。さらには、カタルーニャ国家独立の実現可能性、欧州連合（EU）への統合についての議論をも目的としていた。この結果、カタルーニャ州議会は第10回州議会（2012年-）中のカタルーニャ独立住民投票を計画した。
| 調査機関/メディア      | 日付       | 賛成(%) | 反対(%) |
| ---------------------- | ---------- | ------- | ------- |
| 社会調査局(CIS)        | 1996年     | 33.6    | 53.5    |
| 政治社会科学機関(ICPS) | 2011年     | 41.4    | 22.9    |
| エル・ペリオディコ紙   | 2012年1月  | 53.6    | 32.0    |
| 世論研究センター(CEO)  | 2012年3月  | 44.6    | 24.7    |
| 世論研究センター(CEO)  | 2012年6月  | 51.1    | 21.1    |
| ディアリ・アラ紙       | 2012年7月  | 50.4    | 23.8    |
| テレシンコ局(GESOP)    | 2012年9月  | 50.9    | 18.6    |
| 世論研究センター(CEO)  | 2013年2月  | 54.7    | 20.7    |
| エル・ペリオディコ紙   | 2013年5月  | 57.8    | 36      |
| 世論研究センター(CEO)  | 2013年6月  | 55.6    | 23.4    |
| カデーナ・セール局     | 2013年9月  | 52.3    | 24.1    |
| 世論研究センター(CEO)  | 2013年9月  | 54.7    | 22.1    |
| 世論研究センター(CEO)  | 2014年12月 | 44.5    | 45.3    |
| 世論研究センター(CEO)  | 2015年3月  | 44.0    | 48.0    |
| 世論研究センター(CEO)  | 2015年6月  | 42.9    | 50.0    |

2012年9月のカタルーニャ州議会において、84の賛成票、21の反対票、25の棄権票で住民投票の実施が可決され、マス首相はカタルーニャ住民が自己決定権を行使する時が来たと述べた。マス首相は9月25日、カタルーニャ州議会選挙を11月25日に実施すると発表し、「（デモが行われた）通りの声を投票所に移さねばならない」と主張した。この州議会選挙でマスが率いるCiUは議席を減らしたものの、独立主義勢力全体で見ると得票数を増加させ、過半数の議席を得た。マスのCiUとウリオル・ジュンケラスのカタルーニャ共和主義左翼(ERC)は議会での協力を意味する「自由のための協定」を結んだ。
2013年1月23日、カタルーニャ州議会は賛成85票、反対41票、棄権2票でカタルーニャ人の主権と自己決定権に関する宣言を承認した。この宣言は、主権、民主的正当性、透明性、対話、社会結束、ヨーロピアニズム、合法性、カタルーニャ州議会の役割と参加という原則に基づいている。CiU（50票）、ERC（21票）、カタルーニャ緑のイニシアティブ＝統一左翼（ICV-EUiA、13票）は全議員が賛成票を投じ、カタルーニャ国民党（PPC、19議席）、シウダダノス（C’s、9議席）は全議員が反対票を投じた。カタルーニャ社会党（PSC-PSOE）は反対票を投じる党内合意がなされていたが、15人が反対票を投じたものの、5人は党内合意に反して票を投じなかった。強硬な独立賛成派である人民統一候補(CUP)は1人が賛成票を投じ、2人が棄権した。5月8日、この宣言はスペイン憲法裁判所によって暫定的に停止された。2014年3月25日、憲法裁判所はこの宣言が無効であり違憲であるとの判決を下した。スペイン政府はカタルーニャの独立、自己決定、住民投票の組織化に完全に反対した。

### 2013年-2014年

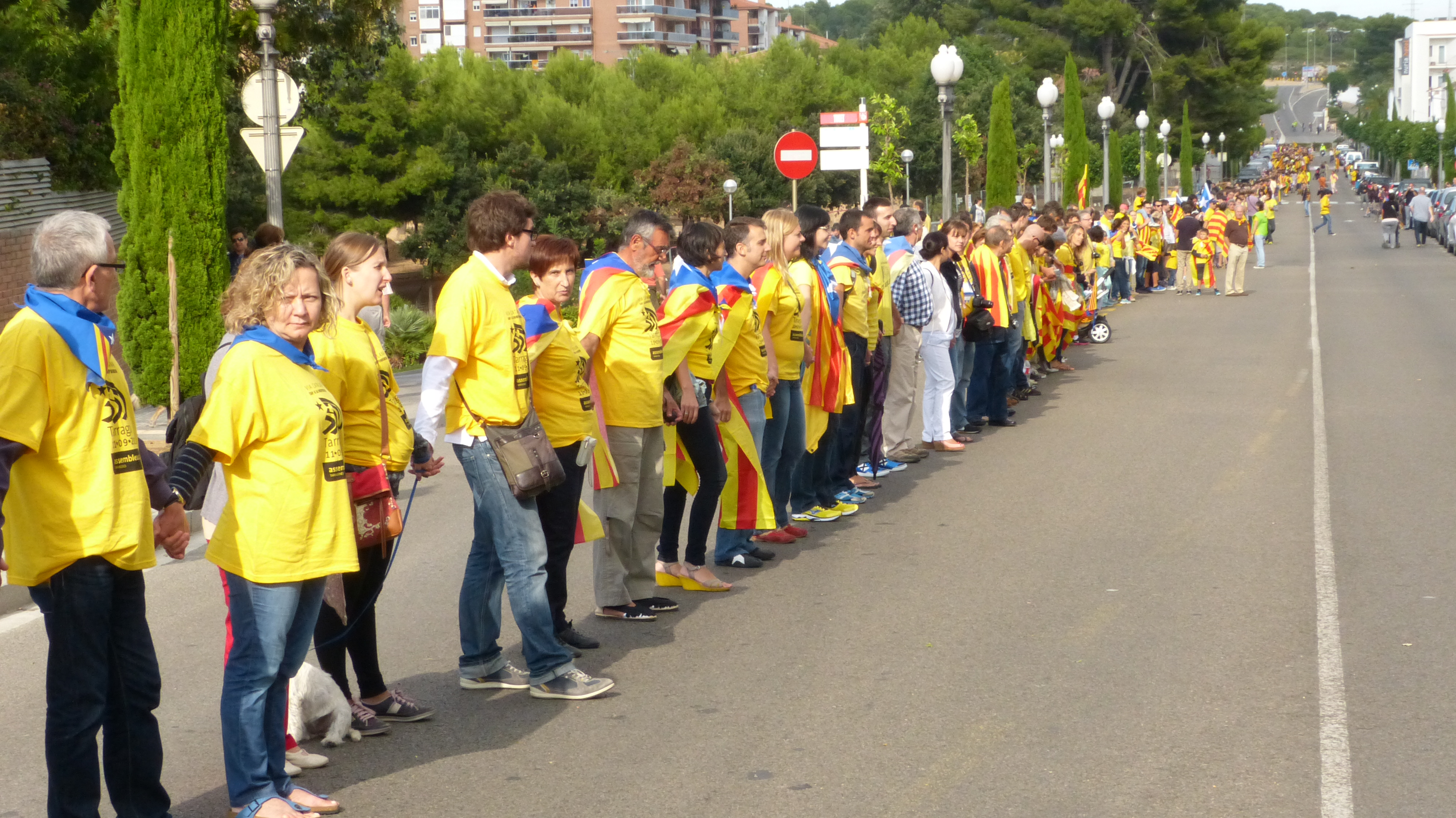
カタルーニャ独立の道

2013年9月11日のカタルーニャ国民の日には、カタルーニャ国民会議がカタルーニャ独立への道（カタルーニャの道）と呼ばれる大規模デモを主催し、カタルーニャ独立の支持者が480kmにわたって手をつないだ。スペイン内務省カタルーニャ局は参加者を160万人と推定している。この抗議運動は14の非政府組織に支持された。フランス領カタルーニャ（ピレネー＝オリアンタル県）のル・ペルテュにある古代の道路から、カタルーニャ州最南端部にあるタラゴナケンムンシアーまで鎖がつながれた。ANCのカルマ・フルカデイ代表によると、この鎖は「国家主権の達成のためのカタルーニャ人の団結の象徴」である。欧米のメディアはこの平和的かつ祝祭的な雰囲気のデモを盛んに報じたが、日本ではほとんど取り上げられなかった。
このデモは1989年にバルト諸国が行った「バルトの道」（人間の鎖）に発想を得ており、2013年6月19日にカタルーニャ歴史博物館で初めて計画が発表されている。インターネット上で参加登録を募り、デモ開催の3週間前には既に35万人が参加登録を行っていた。約1,500台のバスが使用され、30,000人のボランティアがイベントの開催に関わった。
2014年はカタルーニャが1714年に自治権を失ってから300年目の節目の年である。2014年9月11日にはカタルーニャ国民会議とオムニウム・クルトゥラルがカタルーニャの道2014を開催し、2か月後に開催予定の住民投票で独立を支持する住民が参加した。「今こそその時だ」(カタルーニャ語: Ara és l'hora)をスローガンとし、「V」字に交差するバルセロナ中心部のディアゴナル通りとグラン・ビアに、「勝利」(victòria)や「投票」(votar)や「意思」(voluntat)などを意味するサニェーラ色の「V」の人文字が形作られた。1年前の大規模デモとは異なり、2014年のデモは日本でも大きく報じられた。

### 2014年カタルーニャ独立住民投票

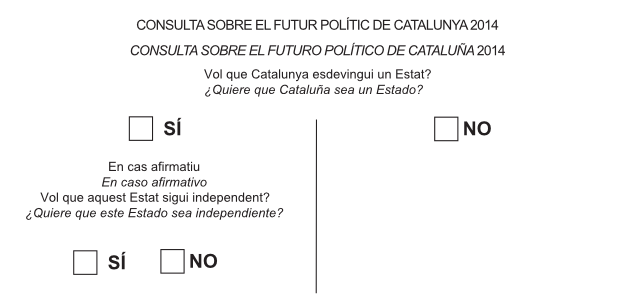
住民投票の投票用紙

2013年12月12日、カタルーニャ州政府は独立を争点とする住民投票を2014年11月9日に開催することを発表し、1つ目は「あなたはカタルーニャが国家になることを望みますか?」、2つ目は「1つ目の質問で『はい』と答えた方は、その国家に独立を望みますか?」という2つの質問からなることも発表された。スペイン政府はすぐに住民投票を阻止する意向を示し、「このような投票は実施されないだろう」と述べた。カタルーニャ州首相のアストゥール・マスは、住民投票での独立賛成意思が直接カタルーニャの独立につながるわけではないが、カタルーニャの独立指導者に対してスペイン政府と交渉するための政治的権限を与えるだろうと述べた。11月9日に開催された住民投票には有権者の約1/3に相当する230万人が参加し、80.8%が両方の質問に「はい」と答えた。カタルーニャ州首相のマスは「自らを統治したいと願うカタルーニャの意思が明らかになった」と述べて住民投票が「成功」であるとしたが、スペイン首相のマリアーノ・ラホイ・ブレイは有権者の1/3しか参加していない住民投票は「大失敗」に終わったとした。

### 2015年-2016年
2015年1月15日には、マス首相が2015年中に州議会選挙を行う計画を発表し、カタルーニャ独立の是非を単一の争点とする意向を示した。9月11日にはバルセロナで大規模デモ「カタルーニャ共和国への自由の道」（または単に「自由の道」）が行われた。このデモはカタルーニャ国民会議とオムニウム・クルトゥラルが共同で設立した団体「今がその時だ」によって組織された。バルセロナ市警察は参加者数を約140万人と推定している。「自由の道」の約2週間後の9月27日に2015年カタルーニャ州議会選挙が開催され、独立賛成派の総得票率は47.7%と過半数に満たなかったものの、議席数では135議席中72議席で過半数の議席を獲得した。11月9日、カタルーニャ州議会は賛成72、反対63でカタルーニャ独立手続き開始宣言を採択した。11月11日、スペイン首相のマリアーノ・ラホイはカタルーニャ州議会と州政府を憲法裁判所に提訴して政治的権力の停止を示唆した。2016年1月にはカルラス・プッチダモンがマスの後継の首相に就任し、18か月以内に「カタルーニャ共和国」を樹立するとした。

### 2017年カタルーニャ独立住民投票
2017年6月9日にはプッチダモン首相が同年10月1日に独立の是非を問う住民投票を行う意向を表明。賛成多数となれば48時間以内に独立を宣言すると発表した。中央政府は国家警察をカタルーニャに送るなど投票を阻止する活動を行い、1000人を超す住民と衝突した。だが予定通り投票は実施され、投票率が4割に留まりながらも賛成が9割に達したためプッチダモン首相は勝利宣言。10月10日になってプッチダモンはカタルーニャ独立宣言に署名したものの宣言を保留とし、中央政府との対話を行う考えを示した。憲法155条に基づく自治権停止を視野に入れる中央政府と、カタルーニャ独立派の対立は1975年のスペイン民主化以来、最大の騒乱となった。その後、プッチダモンは独立宣言を行っていないとの見解を表明しているが、同時に中央政府が自治権を停止するなら独立宣言を行う可能性があると牽制し、ラホイ首相はこれを不服として21日にカタルーニャ州の自治権を停止すると発表した。カタルーニャ自治州議会は「独立した共和国」と記された事実上の独立宣言を27日に賛成多数で可決。中央政府はプッチダモンら州政府幹部らを更迭し、ソラヤ・サエンス・デ・サンタマリーア副首相を州首相の職務代行に据えるなどカタルーニャ州の直接統治に乗り出した。

### 2017年カタルーニャ自治州議会選挙
2017年10月27日のプチデモン州首相の罷免・議会解散を受けて、12月21日に自治州議会選挙（定数135）が行われた。独立賛成派が過半数となる70議席を獲得し、投票率は過去最高となる83%だった。

### 2018年以降の動き
2019年時点、カタルーニャ州政府は独立支持のキム・トーラが州首相を務めている。2017年の独立運動に関連して、当時の州副首相だったウリオル・ジュンケラスら9人が検察により訴追され、公金不正使用などで禁錮刑の判決を2019年10月にスペイン最高裁判所から受けた。ただし、検察が求めた反逆罪は適用されなかった。
この有罪判決に対して、カタルーニャでは抗議デモが行われた。プッチダモンはスペイン司法当局から国際手配を受けており、ベルギーに亡命中。ベルギー当局への出頭には応じているが、スペインへの身柄送還は拒否している。
2019年10月18日、独立を求める約50万人のデモ行進が行われたほか、10月26日には9人が禁固刑を受けたことに抗議するデモが行われ、バルセロナの海岸地区からサグラダ・ファミリアに向けて約35万人によるデモ行進が行われた。このデモ行進は整然と行われたが、夜にかけて急進派による約1万人によるデモが別途発生。警官隊と衝突する局面も見られた。
2021年6月22日、スペイン政府はウリオル・ジュンケラスら9人に対する恩赦を決定した。

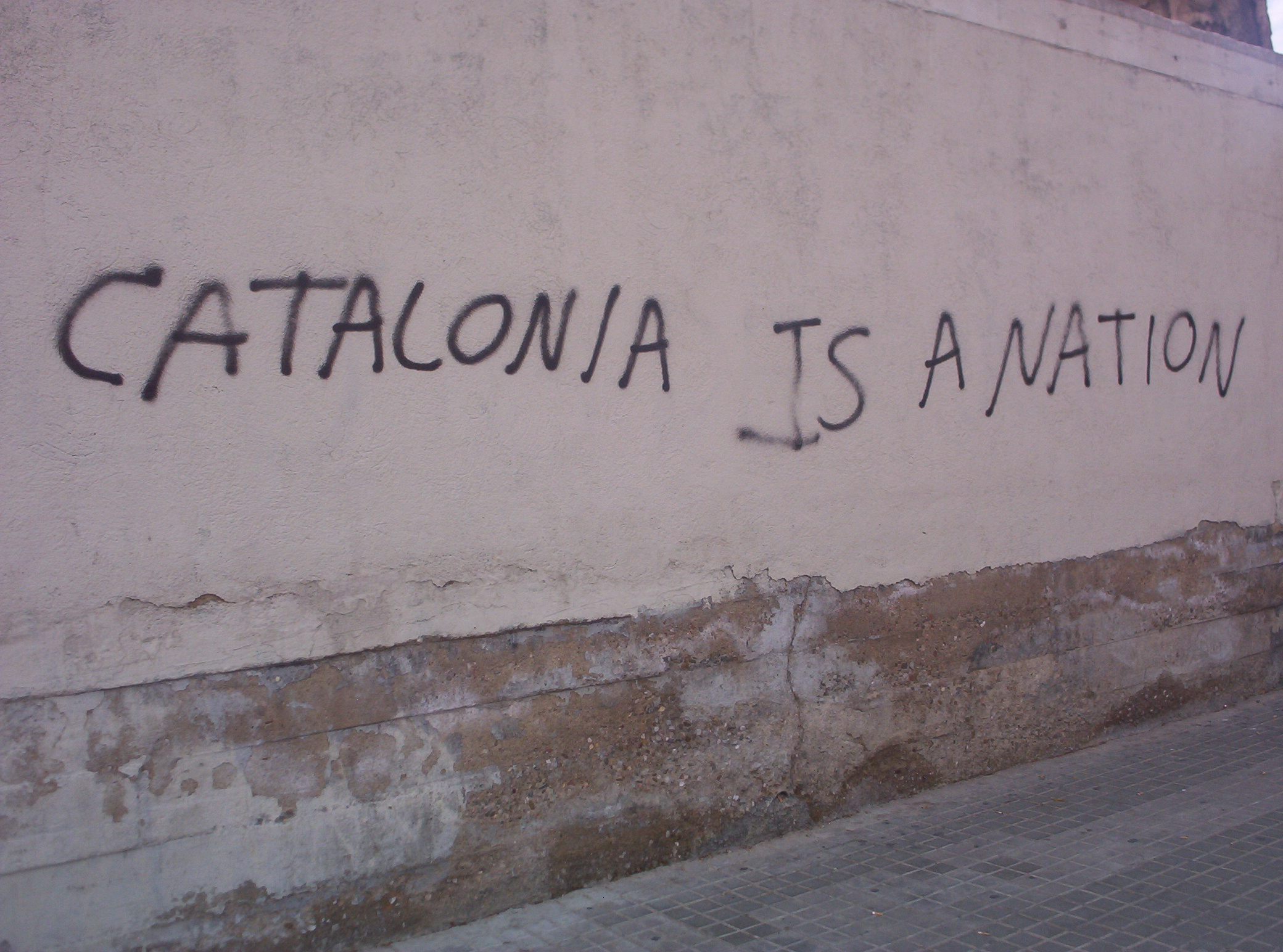
「カタルーニャは国家だ」。こうした落書きはさほど珍しいものではない。
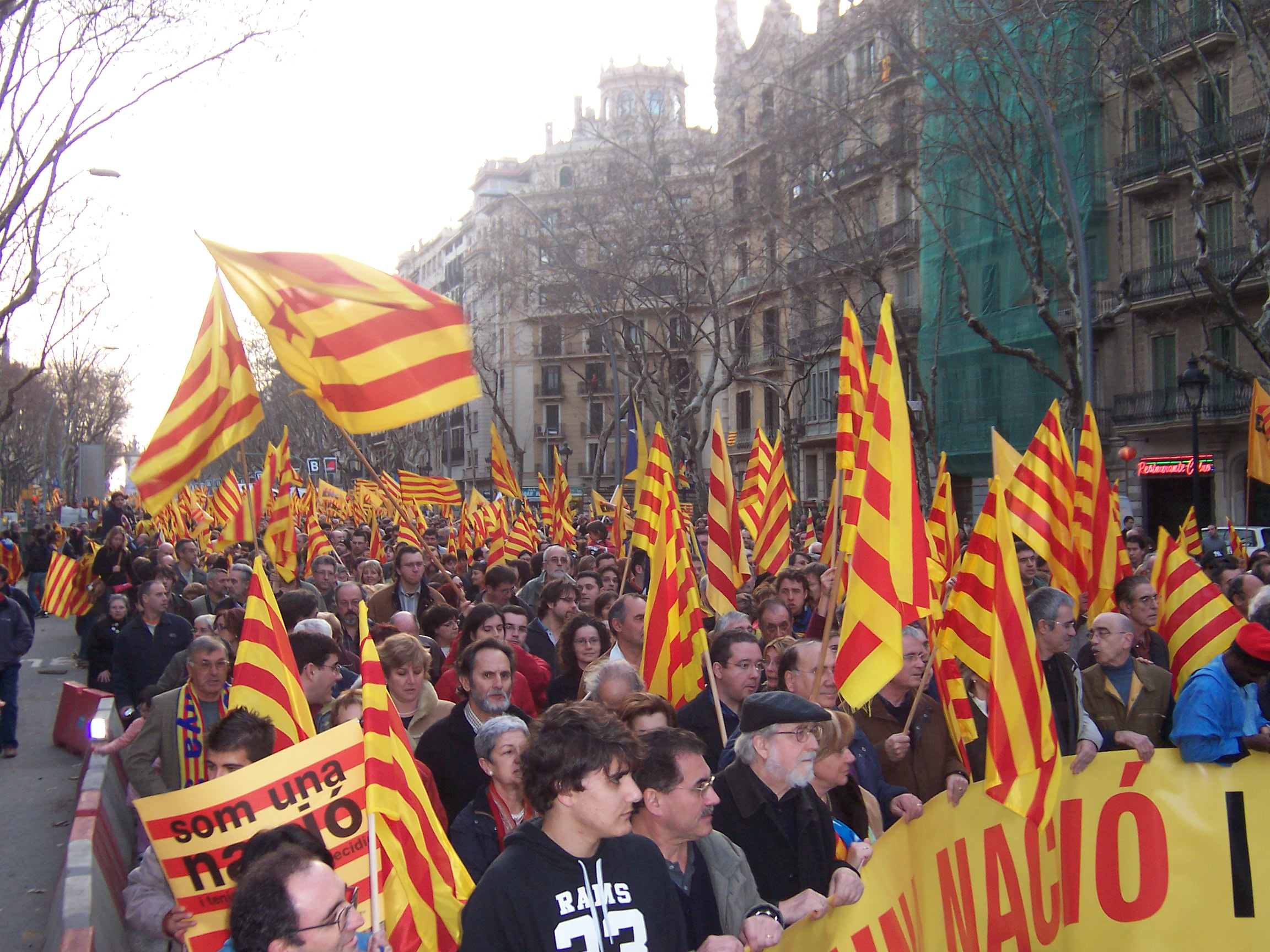
サニェーラを掲げて行進するカタルーニャ独立派のデモ隊。

## 賛成派と反対派

### 独立賛成派

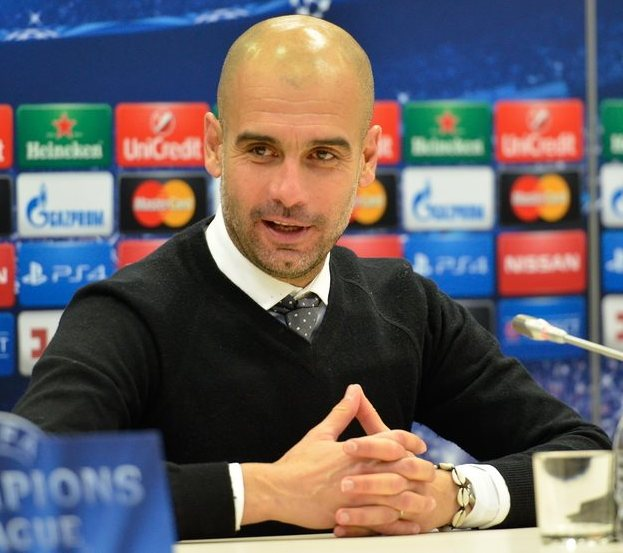
独立支持を公言しているサッカー指導者のグアルディオラ

2010年代のカタルーニャ州議会で明確に独立に向けた活動を行っている政党は、カタルーニャ共和主義左翼(ERC)、カタルーニャ民主集中(CDC)、人民統一候補(CUP)である。2012年州議会選挙ではカタルーニャ民主集中が穏健独立賛成派の集中と統一(CiU)の一部だったため、ERCとCUPの得票を合わせても13.4%でしかなかったが、CiUが解体されてCDCが明確に独立を志向するようになった2015年州議会選挙では、CDC、ERC、CUPの独立賛成派が合わせて47.8%の得票を獲得した。
個人ではネオリベラル経済学者のシャビエル・サラ・イ・マルティン、弁護士で元FCバルセロナ会長のジョアン・ラポルタ、法学者のアルフォンス・ロペス・テナ などが独立支持を公言している。

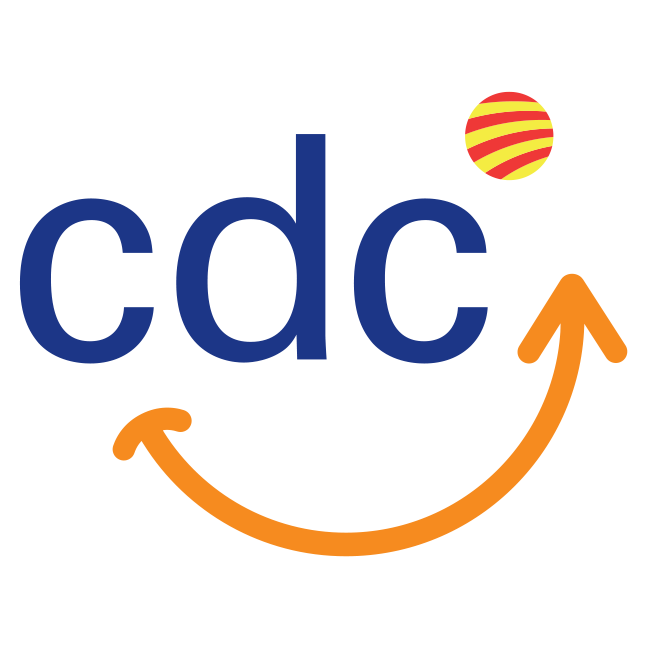
カタルーニャ民主集中(CDC)
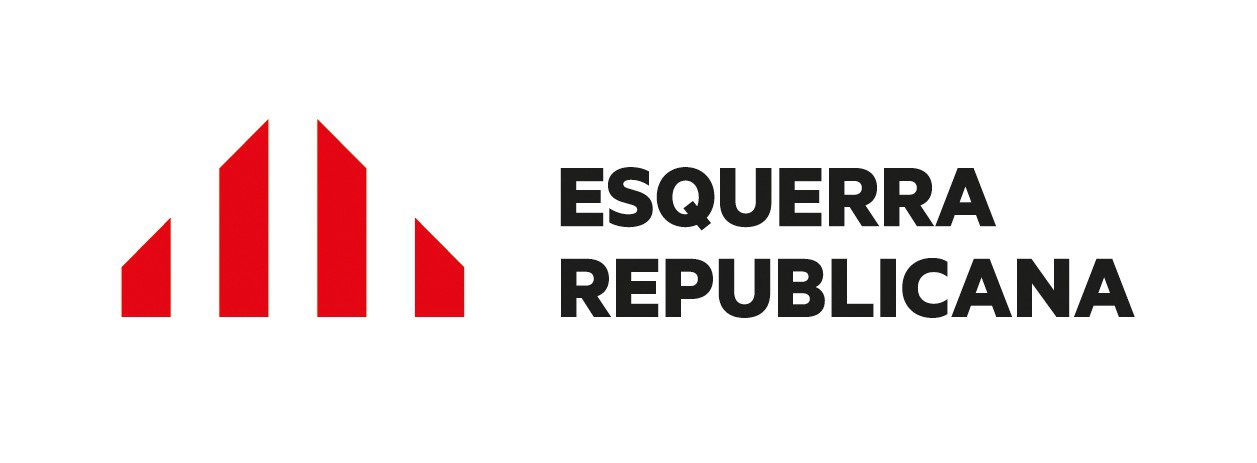
カタルーニャ共和主義左翼(ERC)
人民統一候補(CUP)
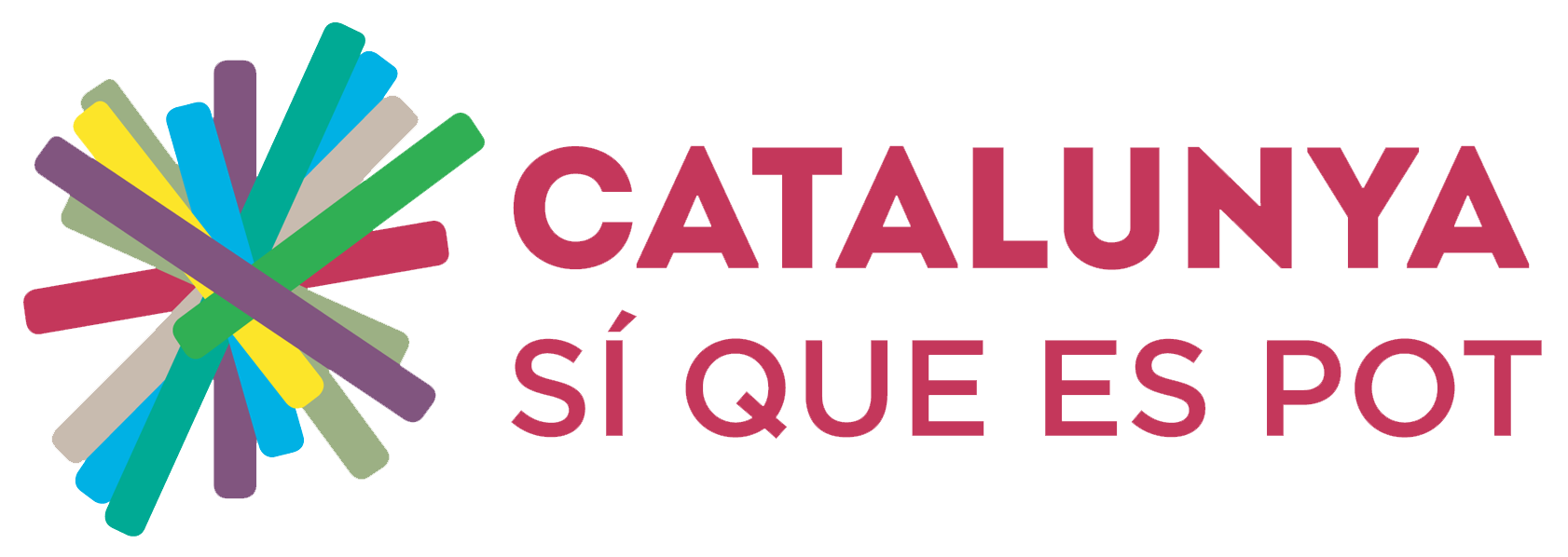
カタルーニャ・シ・カ・アス・ポット(CSQP)は独立を問う住民投票の開催自体には賛成している

### 独立反対派
カタルーニャ州議会で明確に独立に反対している政党には、シウダダノス(C's)、カタルーニャ社会党(PSC)、カタルーニャ国民党(PPC) などがあり、2015年州議会選挙ではそれぞれ17.9%、12.7%、8.5%の得票を獲得した。シウダダノスとカタルーニャ国民党は一貫して住民投票の実施にも反対している。2012年までカタルーニャ社会党で自己決定住民投票を支持するのは一部の議員だけだったが、2015年時点では党の公式方針として「スペイン憲法はよりよいカタルーニャとの関係のために改正されるべき」としている。左派のポデモス系のカタルーニャ・シ・カ・アス・ポット(CSQEP)は、2015年州議会選挙で8.94%の得票を獲得したが、ポデモスは支持者の大半は独立を拒否している。2015年までCDCとともにCiUを構成していたカタルーニャ民主連合(UDC)は独立に反対しており、独立の是非をめぐってCDCと対立したことで選挙連合を解消した。UDCは2015年州議会選挙で獲得議席なしに終わった。

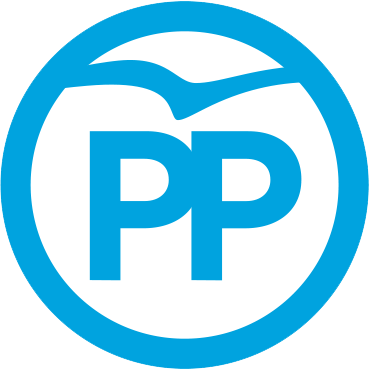
カタルーニャ国民党(PPC)
シウダダノス(C's)
カタルーニャ社会党(PSC)

## 世論
いくつかの機関がカタルーニャ独立問題に対する質問を含めた世論調査を行っている。カタルーニャ州首相の直轄機関として世論研究センター(CEO)があり、スペイン政府が管理する機関として社会統計センター(CIS)が、バルセロナ自治大学とバルセロナ市議会の付属機関としてバルセロナ社会政治科学機関(ICPS)がある。カタルーニャ州に拠点を置くエル・ペリオディコ・デ・カタルーニャ紙とラ・バングアルディアは、それぞれ独自に独立支持調査を行い、その結果を公表している。

### 世論研究センター(CEO)
2011年初頭まで世論研究センター(CEO)はカタルーニャ州政府経済局の管轄下にあり、以後はカタルーニャ州首相の直轄機関である。2011年第二四半期から世論調査センターは独立に向けた公衆の意見を調査している。2014年第一四半期と第二四半期、世論研究センターは同年11月9日に開催予定の住民投票に向けて、以下の質問を設定した。
- あなたはカタルーニャが「国家」になることを望みますか（はい/いいえ）
- 最初の質問で「はい」と答えた方は、その「国家」に「独立」を望みますか?（はい/いいえ）

| CEOによる独立に対する世論調査 (単位は%) | CEOによる独立に対する世論調査 (単位は%) | CEOによる独立に対する世論調査 (単位は%) | CEOによる独立に対する世論調査 (単位は%) | CEOによる独立に対する世論調査 (単位は%) | CEOによる独立に対する世論調査 (単位は%) | CEOによる独立に対する世論調査 (単位は%) |
| 日付                                    | 賛成                                    | 反対                                    | その他                                  | 棄権                                    | 無知                                    | 無回答                                  |
| --------------------------------------- | --------------------------------------- | --------------------------------------- | --------------------------------------- | --------------------------------------- | --------------------------------------- | --------------------------------------- |
| 2011年第2四半期                         | 42.9                                    | 28.2                                    | 0.5                                     | 23.3                                    | 4.4                                     | 0.8                                     |
| 2011年第3四半期                         | 45.4                                    | 24.7                                    | 0.6                                     | 23.8                                    | 4.6                                     | 1.0                                     |
| 2012年第1四半期                         | 44.6                                    | 24.7                                    | 1.0                                     | 24.2                                    | 4.6                                     | 0.9                                     |
| 2012年第2四半期                         | 51.1                                    | 21.1                                    | 1.0                                     | 21.1                                    | 4.7                                     | 1.1                                     |
| 2012年第3四半期                         | 57.0                                    | 20.5                                    | 0.6                                     | 14.3                                    | 6.2                                     | 1.5                                     |
| 2013年第1四半期                         | 54.7                                    | 20.7                                    | 1.1                                     | 17.0                                    | 5.4                                     | 1.0                                     |
| 2013年第2四半期                         | 55.6                                    | 23.4                                    | 0.6                                     | 15.3                                    | 3.8                                     | 1.3                                     |
| 2014年第1四半期                         | 47.1                                    | 27.9                                    | -                                       | -                                       | 11.1                                    | 11.2                                    |
| 2014年第2四半期                         | 44.5                                    | 45.3                                    | -                                       | -                                       | 7.5                                     | 2.8                                     |
| 2015年第1四半期                         | 44.1                                    | 48.0                                    | -                                       | -                                       | 6.0                                     | 1.8                                     |
| 2015年第2四半期                         | 42.9                                    | 50.0                                    | -                                       | -                                       | 5.8                                     | 1.3                                     |

| CEOによる住民投票に向けた世論調査 (単位は%) | CEOによる住民投票に向けた世論調査 (単位は%) | CEOによる住民投票に向けた世論調査 (単位は%) | CEOによる住民投票に向けた世論調査 (単位は%) | CEOによる住民投票に向けた世論調査 (単位は%) | CEOによる住民投票に向けた世論調査 (単位は%) | CEOによる住民投票に向けた世論調査 (単位は%) |
| 日付                                        | はい                                        | はい いいえ                                 | いいえ                                      | 棄権                                        | その他                                      | 無知/ 無回答                                |
| ------------------------------------------- | ------------------------------------------- | ------------------------------------------- | ------------------------------------------- | ------------------------------------------- | ------------------------------------------- | ------------------------------------------- |
| 2014年第1四半期                             | 47.1                                        | 8.6                                         | 19.3                                        | 11.1                                        | 2.7                                         | 11.2                                        |
| 2014年第2四半期                             | 49.4                                        | 12.6                                        | 19.7                                        | 6.9                                         | 6.2                                         | 3.3                                         |

世論研究センターは恒常的に、スペイン内におけるカタルーニャの政治的地位に関する世論調査をカタルーニャ住民に対して行っており、「カタルーニャはどの政治的実体であるべきか」とする質問を設けている。現状維持は「自治州」であり、より発展的なのが「独立国家」や「連邦州」である。

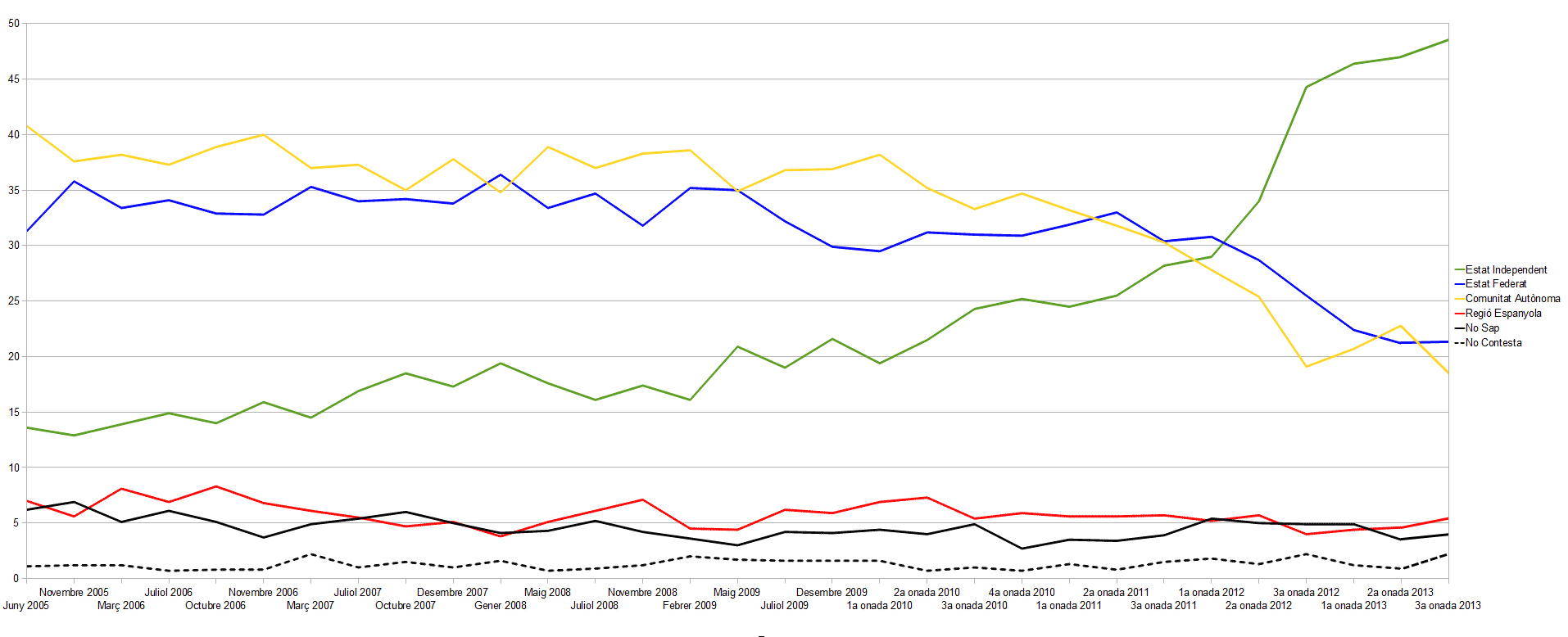
カタルーニャの政治的地位に関する質問の回答（2005年-2012年）

| CEOによるカタルーニャの政治的地位に関する世論調査 (単位は%) | CEOによるカタルーニャの政治的地位に関する世論調査 (単位は%) | CEOによるカタルーニャの政治的地位に関する世論調査 (単位は%) | CEOによるカタルーニャの政治的地位に関する世論調査 (単位は%) | CEOによるカタルーニャの政治的地位に関する世論調査 (単位は%) | CEOによるカタルーニャの政治的地位に関する世論調査 (単位は%) | CEOによるカタルーニャの政治的地位に関する世論調査 (単位は%) |
| 日付                                                        | 独立国家                                                    | 連邦州                                                      | 自治州                                                      | 地域                                                        | 無知                                                        | 無回答                                                      |
| ----------------------------------------------------------- | ----------------------------------------------------------- | ----------------------------------------------------------- | ----------------------------------------------------------- | ----------------------------------------------------------- | ----------------------------------------------------------- | ----------------------------------------------------------- |
| 2005年6月                                                   | 13.6                                                        | 31.3                                                        | 40.8                                                        | 7.0                                                         | 6.2                                                         | 1.1                                                         |
| 2005年11月                                                  | 12.9                                                        | 35.8                                                        | 37.6                                                        | 5.6                                                         | 6.9                                                         | 1.2                                                         |
| 2006年3月                                                   | 13.9                                                        | 33.4                                                        | 38.2                                                        | 8.1                                                         | 5.1                                                         | 1.2                                                         |
| 2006年7月                                                   | 14.9                                                        | 34.1                                                        | 37.3                                                        | 6.9                                                         | 6.1                                                         | 0.7                                                         |
| 2006年10月                                                  | 14.0                                                        | 32.9                                                        | 38.9                                                        | 8.3                                                         | 5.1                                                         | 0.8                                                         |
| 2006年11月                                                  | 15.9                                                        | 32.8                                                        | 40.0                                                        | 6.8                                                         | 3.7                                                         | 0.8                                                         |
| 2007年3月                                                   | 14.5                                                        | 35.3                                                        | 37.0                                                        | 6.1                                                         | 4.9                                                         | 2.2                                                         |
| 2007年7月                                                   | 16.9                                                        | 34.0                                                        | 37.3                                                        | 5.5                                                         | 5.4                                                         | 1.0                                                         |
| 2007年10月                                                  | 18.5                                                        | 34.2                                                        | 35.0                                                        | 4.7                                                         | 6.0                                                         | 1.5                                                         |
| 2007年12月                                                  | 17.3                                                        | 33.8                                                        | 37.8                                                        | 5.1                                                         | 5.0                                                         | 1.0                                                         |
| 2008年1月                                                   | 19.4                                                        | 36.4                                                        | 34.8                                                        | 3.8                                                         | 4.1                                                         | 1.6                                                         |
| 2008年5月                                                   | 17.6                                                        | 33.4                                                        | 38.9                                                        | 5.1                                                         | 4.3                                                         | 0.7                                                         |
| 2008年7月                                                   | 16.1                                                        | 34.7                                                        | 37.0                                                        | 6.1                                                         | 5.2                                                         | 0.9                                                         |
| 2008年11月                                                  | 17.4                                                        | 31.8                                                        | 38.3                                                        | 7.1                                                         | 4.2                                                         | 1.2                                                         |
| 2009年2月                                                   | 16.1                                                        | 35.2                                                        | 38.6                                                        | 4.5                                                         | 3.6                                                         | 2.0                                                         |
| 2009年5月                                                   | 20.9                                                        | 35.0                                                        | 34.9                                                        | 4.4                                                         | 3.0                                                         | 1.7                                                         |
| 2009年7月                                                   | 19.0                                                        | 32.2                                                        | 36.8                                                        | 6.2                                                         | 4.2                                                         | 1.6                                                         |
| 2009年12月                                                  | 21.6                                                        | 29.9                                                        | 36.9                                                        | 5.9                                                         | 4.1                                                         | 1.6                                                         |
| 2010年第1四半期                                             | 19.4                                                        | 29.5                                                        | 38.2                                                        | 6.9                                                         | 4.4                                                         | 1.6                                                         |
| 2010年第2四半期                                             | 21.5                                                        | 31.2                                                        | 35.2                                                        | 7.3                                                         | 4.0                                                         | 0.7                                                         |
| 2010年第3四半期                                             | 24.3                                                        | 31.0                                                        | 33.3                                                        | 5.4                                                         | 4.9                                                         | 1.0                                                         |
| 2010年第4四半期                                             | 25.2                                                        | 30.9                                                        | 34.7                                                        | 5.9                                                         | 2.7                                                         | 0.7                                                         |
| 2011年第1四半期                                             | 24.5                                                        | 31.9                                                        | 33.2                                                        | 5.6                                                         | 3.5                                                         | 1.3                                                         |
| 2011年第2四半期                                             | 25.5                                                        | 33.0                                                        | 31.8                                                        | 5.6                                                         | 3.4                                                         | 0.8                                                         |
| 2011年第3四半期                                             | 28.2                                                        | 30.4                                                        | 30.3                                                        | 5.7                                                         | 3.9                                                         | 1.5                                                         |
| 2012年第1四半期                                             | 29.0                                                        | 30.8                                                        | 27.8                                                        | 5.2                                                         | 5.4                                                         | 1.8                                                         |
| 2012年第2四半期                                             | 34.0                                                        | 28.7                                                        | 25.4                                                        | 5.7                                                         | 5.0                                                         | 1.3                                                         |
| 2012年第3四半期                                             | 44.3                                                        | 25.5                                                        | 19.1                                                        | 4.0                                                         | 4.9                                                         | 2.2                                                         |
| 2013年第1四半期                                             | 46.4                                                        | 22.4                                                        | 20.7                                                        | 4.4                                                         | 4.9                                                         | 1.2                                                         |
| 2013年第2四半期                                             | 47.0                                                        | 21.2                                                        | 22.8                                                        | 4.6                                                         | 3.5                                                         | 0.9                                                         |
| 2013年第3四半期                                             | 48.5                                                        | 21.3                                                        | 18.6                                                        | 5.4                                                         | 4.0                                                         | 2.2                                                         |
| 2014年第1四半期                                             | 45.2                                                        | 20.0                                                        | 23.3                                                        | 2.6                                                         | 6.9                                                         | 2.0                                                         |
| 2014年第2四半期                                             | 45.3                                                        | 22.2                                                        | 23.4                                                        | 1.8                                                         | 6.5                                                         | 0.9                                                         |
| 2015年第1四半期                                             | 39.1                                                        | 26.1                                                        | 24.0                                                        | 3.4                                                         | 5.3                                                         | 2.0                                                         |
| 2015年第2四半期                                             | 37.6                                                        | 24.0                                                        | 29.3                                                        | 4.0                                                         | 3.9                                                         | 1.1                                                         |

### バルセロナ社会政治科学機関(ICPS)
バルセロナ社会政治科学機関(ICPS)は1989年から毎年カタルーニャ州で世論調査を行っており、独立問題に関する質問が設定されることもある。以下はカタルーニャ独立に対する支持、不支持、無関心、無回答の比率である。
| ICPSによる世論調査 (単位は%) | ICPSによる世論調査 (単位は%) | ICPSによる世論調査 (単位は%) | ICPSによる世論調査 (単位は%) | ICPSによる世論調査 (単位は%) |
| 年                           | 支持                         | 不支持                       | 無関心                       | 無回答                       |
| ---------------------------- | ---------------------------- | ---------------------------- | ---------------------------- | ---------------------------- |
| 1991年                       | 35                           | 50                           | 11                           | 4                            |
| 1992年                       | 31                           | 53                           | 11                           | 5                            |
| 1993年                       | 37                           | 50                           | 9                            | 5                            |
| 1994年                       | 35                           | 49                           | 14                           | 3                            |
| 1995年                       | 36                           | 52                           | 10                           | 3                            |
| 1996年                       | 29                           | 56                           | 11                           | 4                            |
| 1997年                       | 32                           | 52                           | 11                           | 5                            |
| 1998年                       | 32                           | 55                           | 10                           | 3                            |
| 1999年                       | 32                           | 55                           | 10                           | 3                            |
| 2000年                       | 32                           | 53                           | 13                           | 3                            |
| 2001年                       | 33                           | 55                           | 11                           | 1                            |
| 2002年                       | 34                           | 52                           | 12                           | 1                            |
| 2003年                       | 43                           | 43                           | 12                           | 1                            |
| 2004年                       | 39                           | 44                           | 13                           | 3                            |
| 2005年                       | 36                           | 44                           | 15                           | 6                            |
| 2006年                       | 33                           | 48                           | 17                           | 2                            |
| 2007年                       | 31.7                         | 51.3                         | 14.1                         | 2.9                          |
| 2011年                       | 41.4                         | 22.9                         | 26.5                         | 9.2                          |

### 地元紙
| エル・ペリオディコ紙による世論調査 (単位は%) | エル・ペリオディコ紙による世論調査 (単位は%) | エル・ペリオディコ紙による世論調査 (単位は%) | エル・ペリオディコ紙による世論調査 (単位は%) |
| 日付                                         | 支持                                         | 不支持                                       | その他                                       |
| -------------------------------------------- | -------------------------------------------- | -------------------------------------------- | -------------------------------------------- |
| 2007年10月                                   | 33.9                                         | 43.9                                         | 22.3                                         |
| 2009年12月                                   | 39.0                                         | 40.6                                         | 20.4                                         |
| 2010年6月                                    | 48.1                                         | 35.5                                         | 16.6                                         |
| 2012年1月                                    | 53.6                                         | 32.0                                         | 14.4                                         |
| 2012年9月                                    | 46.4                                         | 22.0                                         | 25.7                                         |
| 2012年11月a                                  | 50.9                                         | 36.9                                         | 12.2                                         |
| 2012年11月                                   | 40.1                                         | 47.8                                         | 12.1                                         |
| 2013年5月                                    | 57.8                                         | 36.0                                         | 6.3                                          |

| ラ・バングアルディア紙による世論調査 (単位は%) | ラ・バングアルディア紙による世論調査 (単位は%) | ラ・バングアルディア紙による世論調査 (単位は%) | ラ・バングアルディア紙による世論調査 (単位は%) |
| 日付                                           | 支持                                           | 不支持                                         | その他                                         |
| ---------------------------------------------- | ---------------------------------------------- | ---------------------------------------------- | ---------------------------------------------- |
| 2009年11月2日                                  | 35                                             | 46                                             | 19                                             |
| 2010年3月15日                                  | 36                                             | 44                                             | 20                                             |
| 2010年5月19日                                  | 37                                             | 41                                             | 22                                             |
| 2010年7月18日                                  | 47                                             | 36                                             | 17                                             |
| 2010年9月7日                                   | 40                                             | 45                                             | 15                                             |
| 2011年4月11日                                  | 34                                             | 30                                             | 35                                             |
| 2012年9月30日                                  | 54.8                                           | 33.5                                           | 10.16                                          |
| 2013年12月21日                                 | 44.9                                           | 45                                             | 10.1                                           |